# او-۷۵ (کریگسمارینه)
او-۷۵ (به آلمانی: U-75) یک او-بوت کریگس‌مارینه از نوع ۷ب بود.

## تاریخچه عملیاتی

### گشت نخست
در پی صدور فرمان پیشوا در روز ۱۷ سپتامبر سال ۱۹۴۱ مبنی بر اعزام او-بوت‌های کریگس‌مارینه به مدیترانه در جهت پشتیبانی از نیروهای ورماخت در شمال آفریقا و حمله به کشتیرانی تدارکاتی بریتانیا، او-۷۵ به فرماندهی ناوسروان هلموت رینگلمان با گذر از تنگه جبل‌الطارق وارد این دریا شد. این او-بوت نخستین ساعات صبح روز ۱۲ اکتبر با اژدر و آتش توپ دو ناوچه آب‌خاکی تانک‌بر، ال‌سی‌تی۲ و ال‌سی‌تی۷، را نزدیکی ساحل لیبی در شرق طبرق غرق کرد. تعدادی از نجات‌یافتگان توسط او-۷۵ از دریا برداشته و به عنوان اسیر جنگی در خشکی پیاده شدند. روز ۲۵ اکتبر اقدام به حمله یک ناوشکن با اژدر موفق‌آمیز نبود. او-۷۵ سپس راهی جزیره سالامیس، پایگاه دریایی آلمان در یونان شد و روز ۲ نوامبر در آن پهلو گرفت.

## شناورهای غرق‌شده و آسیب‌دیده
| تاریخ         | نام            | تناژ | کشور     | سرنوشت |
| ------------- | -------------- | ---- | -------- | ------ |
| ۱۲ اکتبر ۱۹۴۱ | تانک‌بر ال‌سی‌تی۲ | -    | بریتانیا | غرق‌شده |
| ۱۲ اکتبر ۱۹۴۱ | تانک‌بر ال‌سی‌تی۷ | -    | بریتانیا | غرق‌شده |